# Zbýšov
Zbýšov (niem. Zbeschau) – miasto w Czechach, w kraju południowomorawskim.
Według danych z 31 grudnia 2003 powierzchnia miasta wynosiła 601 ha, a liczba jego mieszkańców 3890 osób.

## Demografia
| Rok             | 1970 | 1980 | 1991 | 2001 | 2003 |
| --------------- | ---- | ---- | ---- | ---- | ---- |
| Liczba ludności | 4358 | 4484 | 4257 | 3940 | 3890 |

Źródło: Czeski Urząd Statystyczny